# الصباحات (مسكالة)
الصباحات هي إحدى مشيخات المملكة المغربية، تتبع جغرافيا لإقليم الصويرة وإداريًا لمسكالة. يقدر عدد سكانها بـ 2198 نسمة حسب الإحصاء الرسمي للسكان والسكنى لسنة 2004.